# Stade Général Lansana Conté
Stade Général Lansana Conté  de son ancienne appellation Stade de Nongo est un stade situé dans le quartier de Nongo à Ratoma dans la banlieue ouest de Conakry, en Guinée. C'est le plus grand stade de la Guinée avec une capacité de 50 000 places.
Il a  été conçu pour accueillir différents événements sportifs (football, athlétisme) et peut également abriter des concerts, des grands spectacles. Le projet de construction date de 2007, sa construction s’achève en 2011.

## Histoire
Il est inauguré le 24 novembre 2019 par le premier ministre Kassory Fofana, lors  du tournoi UFOA des moins de 20 ans opposant la Guinée à la Mauritanie pour le match d'ouverture de la compétition.Les guinéens s'imposent sur le score de 2 buts à 0; Algassimou Bah inscrit d'ailleurs le premier but de l'histoire du stade.
Fruit de la coopération sino-guinéenne, le stade de Nongo est entièrement financé par la République populaire de Chine. Il est construit par la société de construction chinoise Shanghai Construction.
Il a fallu attendre la signature d’un contrat entre l’État guinéen et le groupe GBM (Guinea Business Marketing) d’Antonio Souaré  en 2017, pour que les travaux connaissent enfin leur fin.
Dans son discours d'inauguration le premier ministre Kassory Fofana au nom des autorités guinéennes baptise le stade du nom du deuxième président de la Guinée Feu Général Lansana conté, décédé en décembre 2008,.
Après plusieurs échecs au processus d’homologation, le stade Général Lansana Conté de Nongo a été enregistré sur la liste des stades de compétitions homologués par la CAF le samedi 26 décembre 2020 et peut donc accueillir des matchs officiels de la confédération africaine de Football.
La Guinée possède désormais, en plus du Stade du 28-Septembre, un stade de compétition de standard international.

## Description
Sa capacité est de 50 000 places assises. Il est doté d'une piste d'athlétisme de 4 400 mètres, ainsi que d'un terrain annexe. À l'extérieur, se trouve un parking pour 536 véhicules.

## Événements

### Concerts
- Concert de Black M devant 60 000 personnes le 13 février 2016.
- Concert de Maitre Gims, le 29 janvier 2017.
- Concert de MHD le 25 mars 2017.
- Concert de Takana Zion, le 29 mai 2017 après le succès de son album Rasta Gouvernement[8].

## Galeries

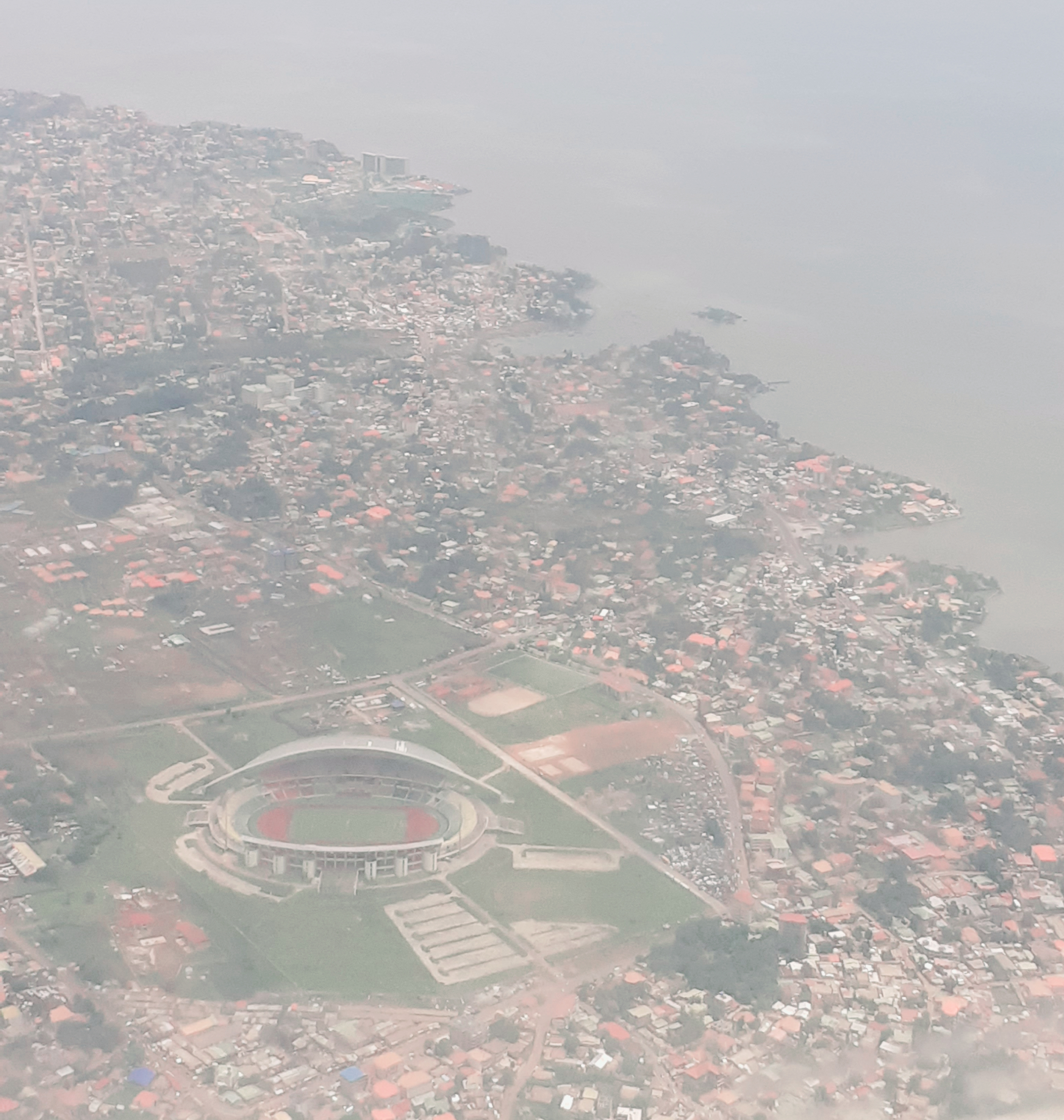
Le stade Nongo, vue du ciel.
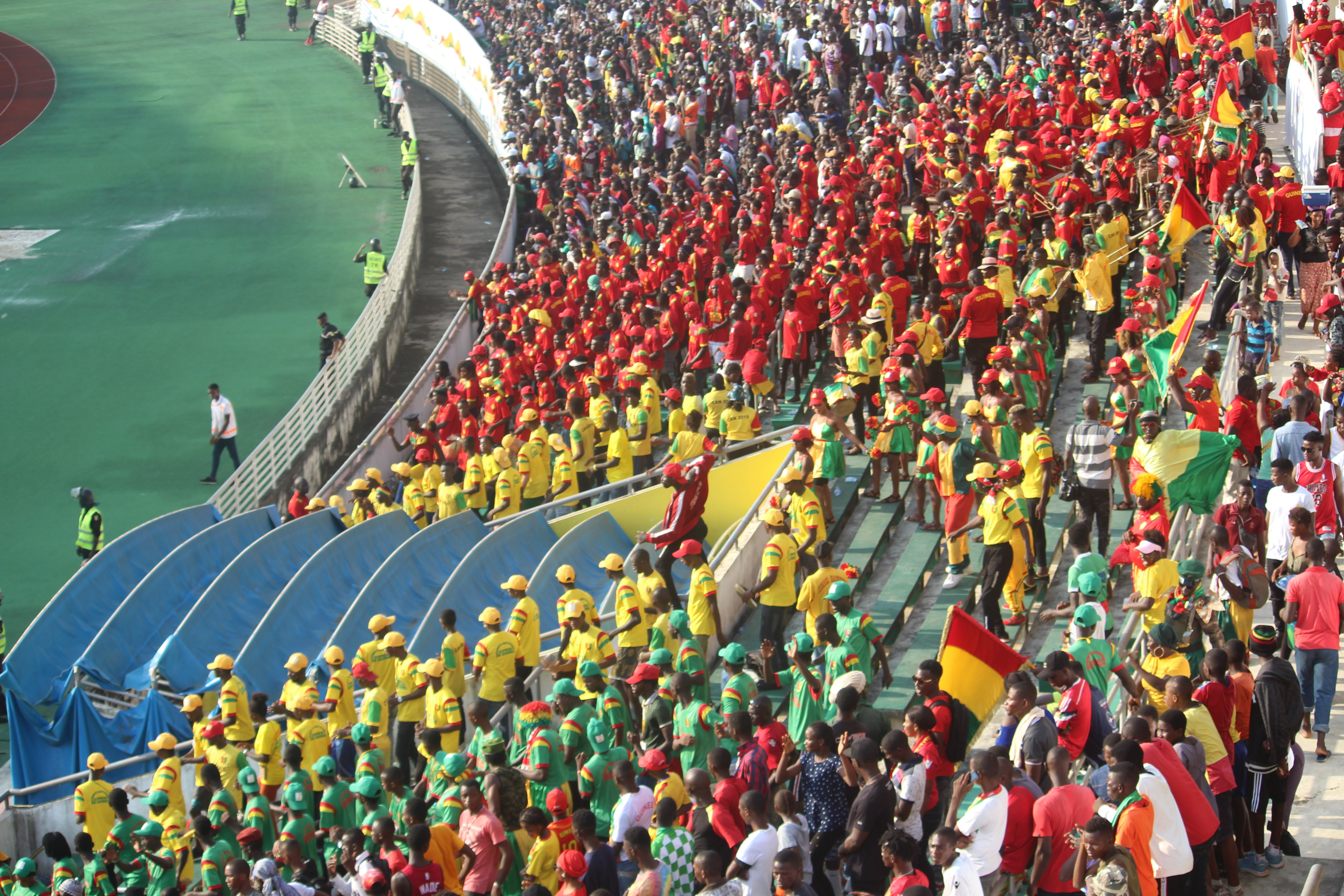
Supporteurs du syli
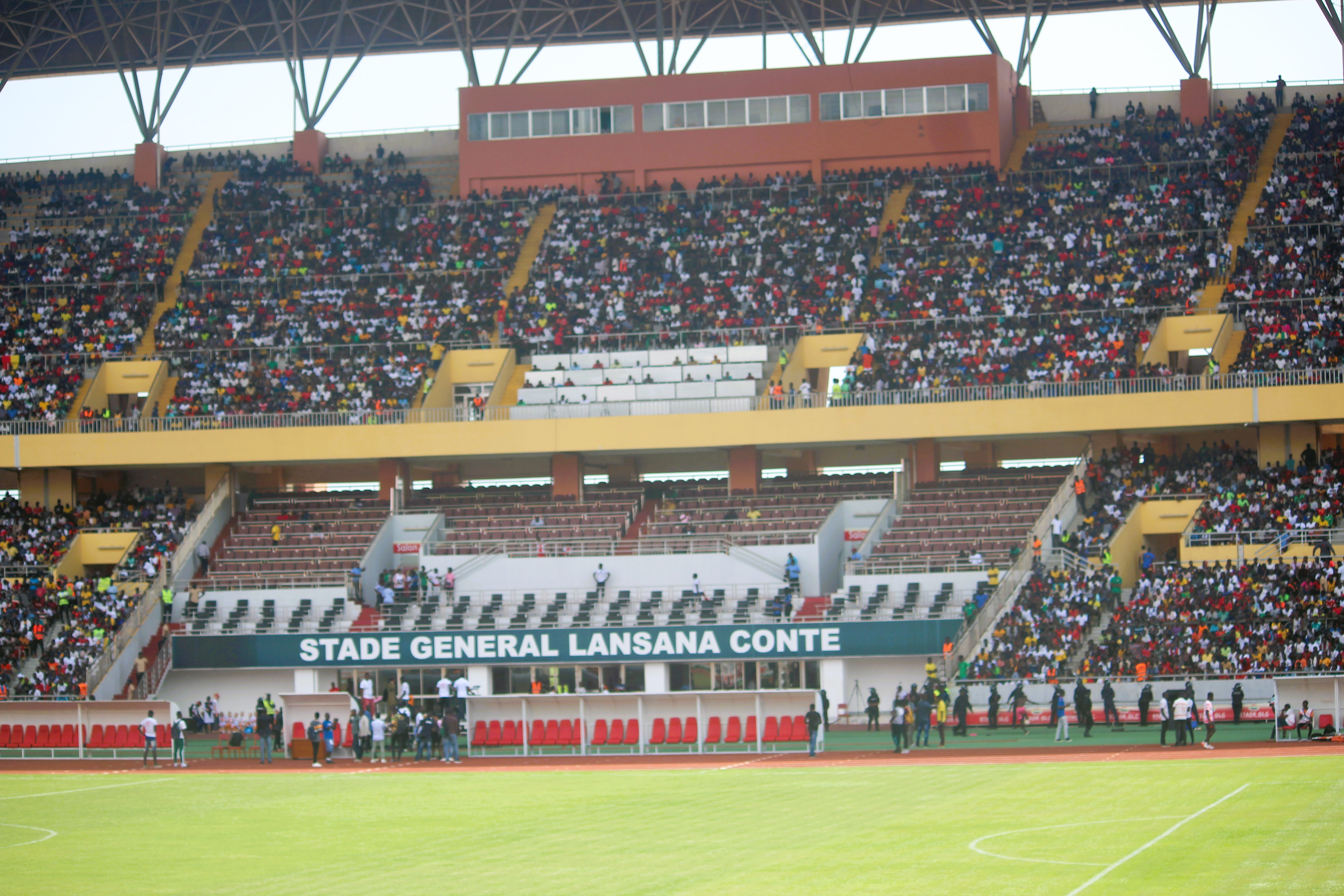
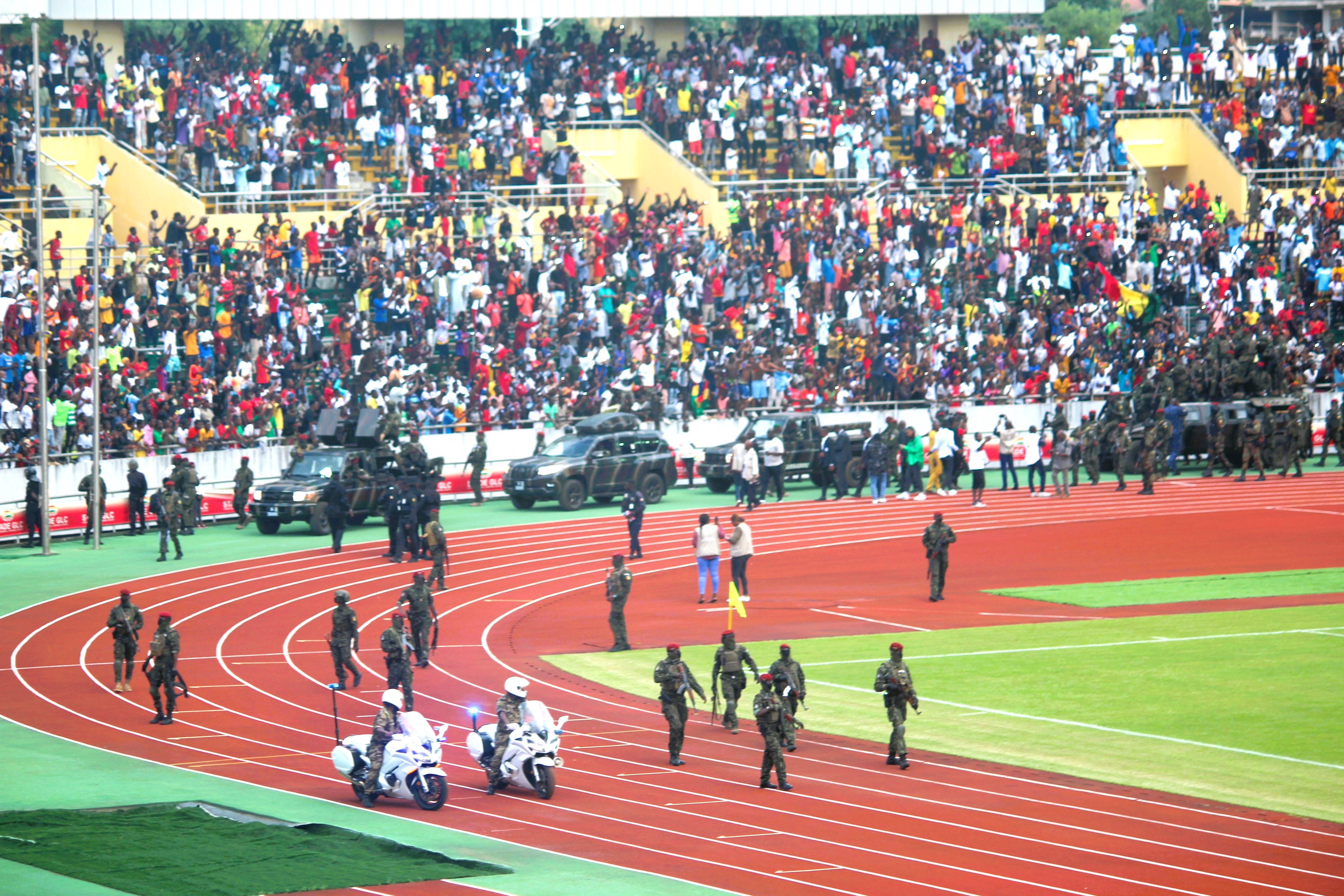
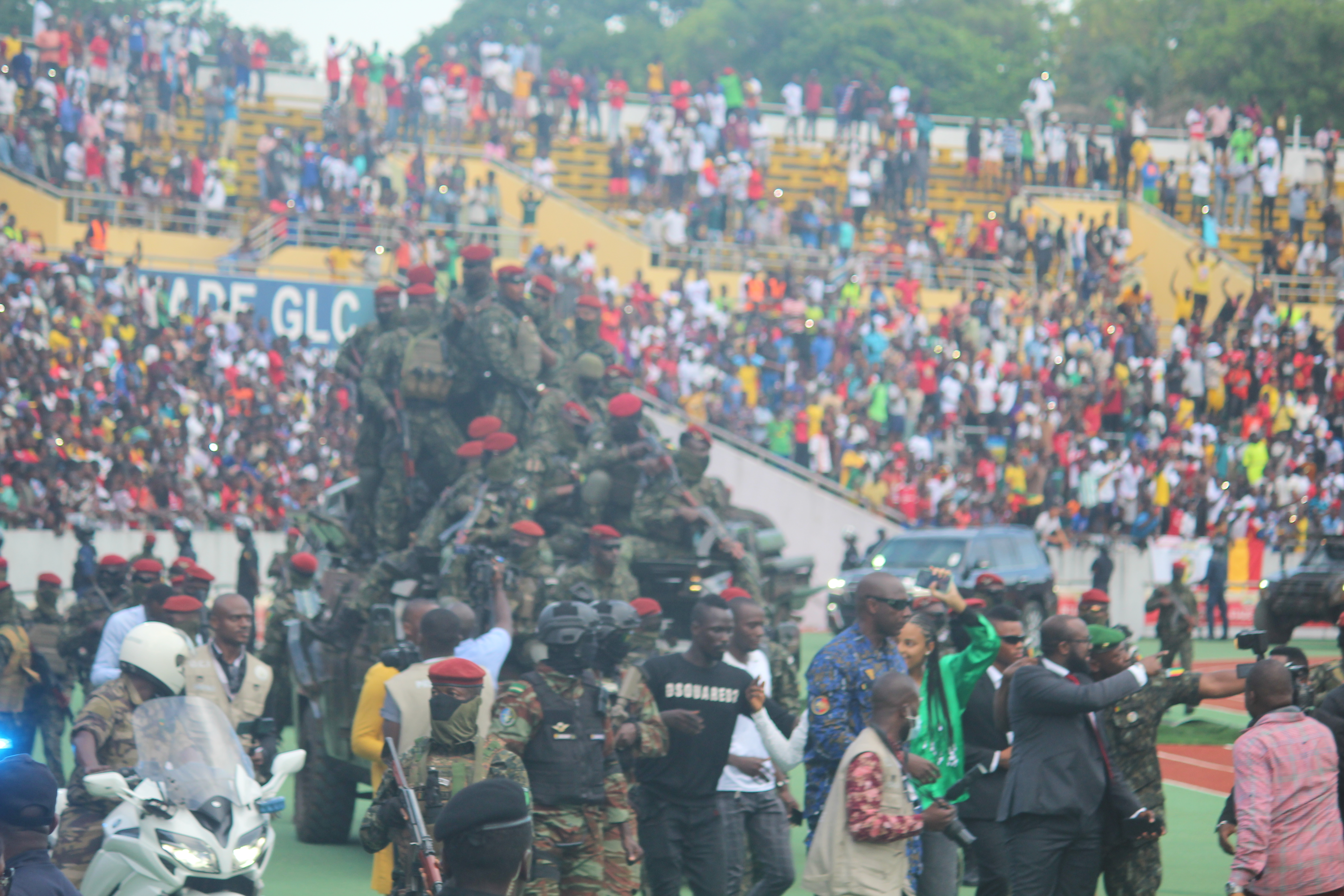
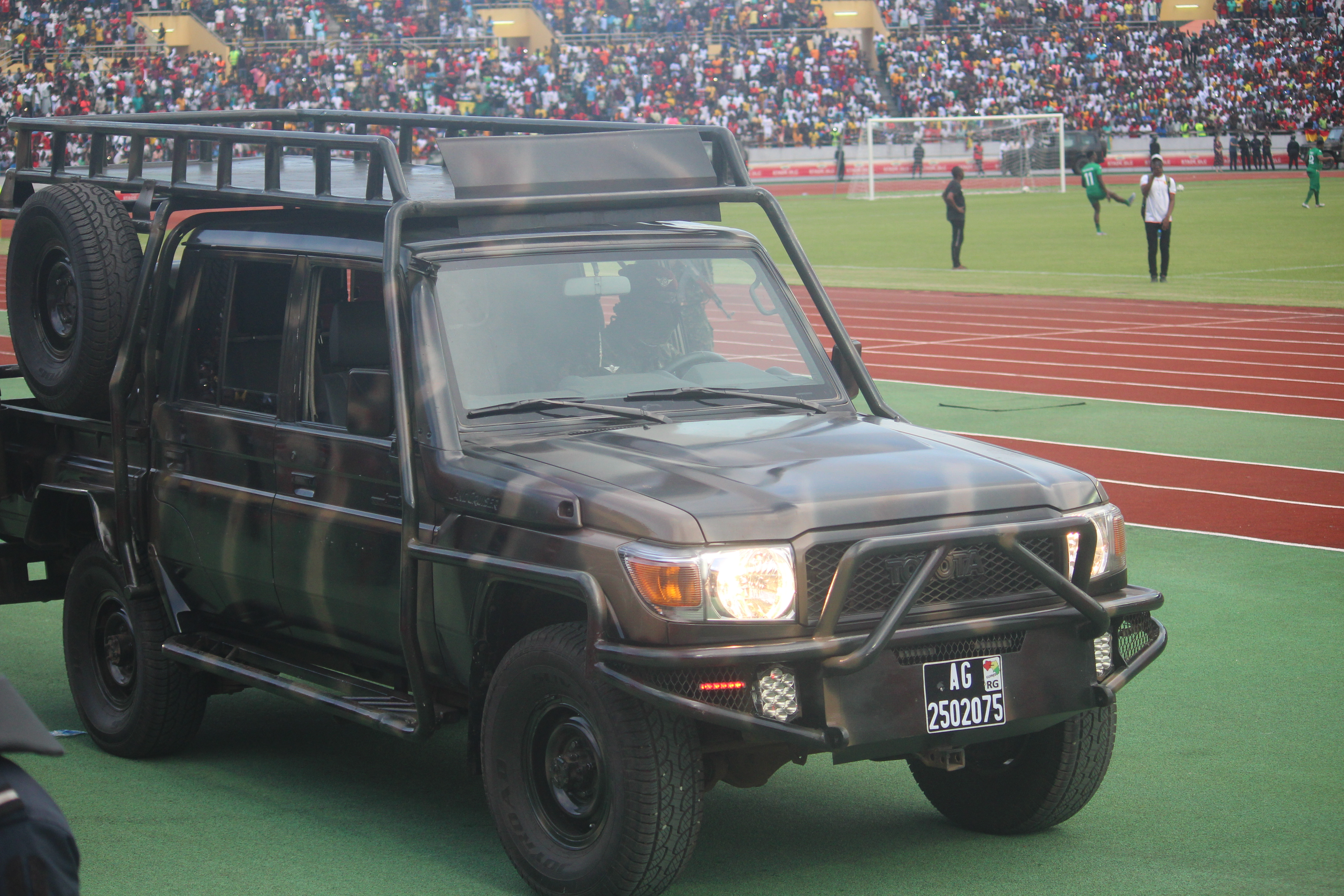